# Platygaster noonae
Platygaster noonae är en stekelart som beskrevs av Peter Neerup Buhl 1995. Platygaster noonae ingår i släktet Platygaster och familjen gallmyggesteklar. Inga underarter finns listade i Catalogue of Life.